# Сказинці
Ска́зинці —  село в Україні, у Могилів-Подільській міській громаді Могилів-Подільського району Вінницької області. Населення становить 484 особи.

## Географічне положення та короткі відомості про село
Село Сказинці Могилів-Подільського району Вінницької області простягається вздовж лівого берега невеликої річки Дерло — лівої притоки Дністра. З півночі примикає село Садова, а з заходу — село Воєвідченці. Поблизу села проходить автомагістраль Могилів-Подільський — Вінниця. Місцевість, на якій розташоване село, має різко виражену хвилясту форму рельєфу, порізану глибокими ярами. На високих відкритих місцях з родючими ґрунтами з давніх-давен тут поселились люди.
На території села знайдено численні археологічні пам'ятки, які свідчать про те, що в глибоку давнину ця територія була заселена. Стоянки людей епохи палеоліту виявлено в кількох місцях на давніх терасах р. Дерло, а також біля великого джерела, яке носить назву «Василькова криниця». Тут знайдено кам'яні та кремінні знаряддя праці. Окремі археологічні пам'ятки доводять, що на цій території здавна проживали скотарські та землеробські племена.
У районі «Холодної криниці», за 200—250 м від садиби Гоцуляк Дарини при розкопках знайдено гончарні та цегельні печі, велику кількість посуду, глиняних черепків з візерунками, характерними трипільській культурі, кам'яні зернотертки та інші знаряддя праці стародавніх людей, наконечники стріл, кремінні сокири.
Із слів старожила Тумка Василя встановлено, що село засноване у XV столітті.
Село засноване у 1483—1484 рр. в найбільш пологому й найширшому місці річкової долини близько «Чумацького шляху» на великій лісовій галявині. Такі галявки називали «Скази». Від цього й пішла назва Сказинці.
Поселенці, які жили на сказах біля річки, грабували підводи, які проїжджали «Чумацьким шляхом», «обдирали їх», і тому річка називається Дерло.
Площа всієї землі в с. Сказинцях становить 1590 га. З них в користуванні селян було 28-30 % землі. Решта землі належала поміщикові Ярошинському, церкві.  
Великі податки забирали в селян майже третину всіх прибутків.
В другій половині ХІХ століття великі масиви лісу (переважно дуб, граб) були вирубані на цукроварню в с. Вендичани та Моївку. Вирубані ділянки розорювали і найкращі землі брав собі пан, а мочаристі та на крутих схилах роздавались селянам.
Відкриття церковно-приходської школи в селі припадає на 70-80 рр. ХІХ ст.
7 (20) листопада 1917 року, відповідно до Третього Універсалу Української Центральної Ради, увійшло до складу Української Народної Республіки.
12 червня 2020 року, відповідно до Розпорядження Кабінету Міністрів України № 707-р «Про визначення адміністративних центрів та затвердження територій територіальних громад Вінницької області», увійшло до складу Могилів-Подільської міської громади.
19 липня 2020 року, в результаті адміністративно-територіальної реформи та ліквідації Могилів-Подільського району (1923 — 2020), село увійшло до складу новоутвореного Могилів-Подільського району.
У 2022 році в селі відбувся симпозіум народного малярства "Мальована хата" 

## Відомі мешканці
- Юрченко Анатолій Іванович (27 серпня 1939 — 3 серпня 2003) — український кіноактор
- Орлюк Михайло Іванович (24 вересня 1955) — український вчений, геофізик

## Населення

### Мова
Розподіл населення за рідною мовою за даними перепису 2001 року:
| Мова       | Відсоток |
| ---------- | -------- |
| українська | 98,76%   |
| російська  | 1,03%    |
| білоруська | 0,21%    |